# Heidenfeld
Heidenfeld ist ein Gemeindeteil der Gemeinde Röthlein im unterfränkischen Landkreis Schweinfurt in Bayern. Die ehemals selbständige Gemeinde bildet seit 1. Mai 1978 im Zuge der Gebietsreform in Bayern mit Röthlein und Hirschfeld die neue Großgemeinde Röthlein. Das Kloster Heidenfeld wurde im Jahr 1096 gegründet.

## Geographie

### Lage
Das Pfarrdorf Heidenfeld liegt am östlichen Rand des Maintals und am südlichen Ende des Schweinfurter Verdichtungsraums, nur 650 Meter südwestlich vom Ortsrand des Hauptortes Röthlein. Südöstlich von Heidenfeld liegen die Kolitzheimer Gemeindeteile Unterspiesheim und Gernach und südwestlich der Röthleiner Gemeindeteil Hirschfeld. Jenseits des Mains liegt westlich der Waigolshausener Gemeindeteil Hergolshausen und westnordwestlich der Bergrheinfelder Gemeindeteil Garstadt. 2 Kilometer nordwestlich von Heidenfeld liegt das 2015 abgeschaltete Kernkraftwerk Grafenrheinfeld.
Durch Heidenfeld führt die auf der linken Mainseite verlaufende Kreisstraße SW 1, in die in Heidenfeld die SW 11 mündet.

### Naturraum und Kulturlandschaft

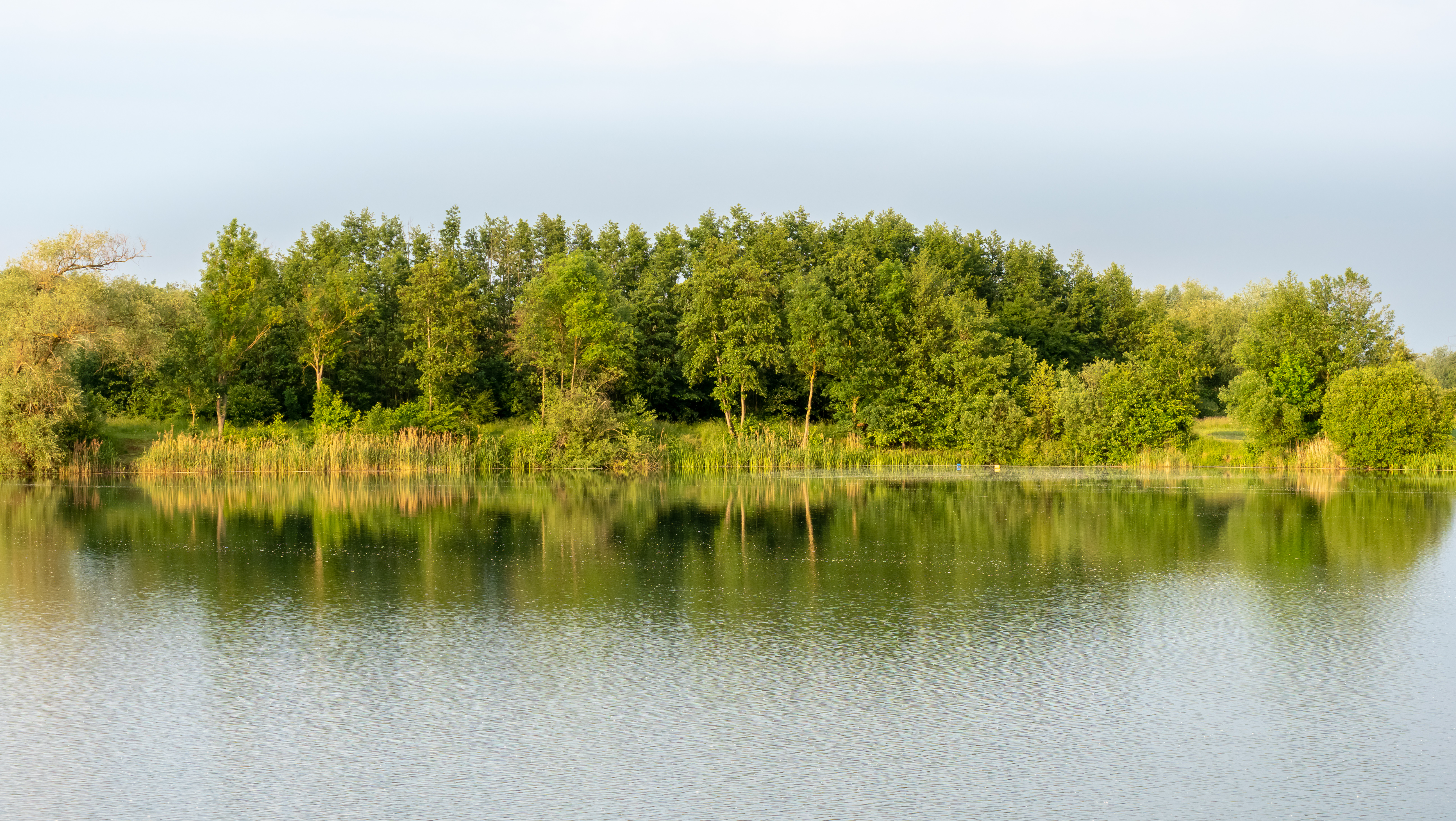
Erweiterung des Vogelschutzgebietes Garstadt

In Heidenfeld beginnt in südlicher Richtung einer der ruhigsten und idyllischsten Abschnitte des Maintals, frei von (gewerblicher) Zersiedelung und von Landschaftszerschneidungen durch größere Verkehrswege. Dieser Abschnitt reicht bis zur Volkacher Mainschleife.
Entlang des westlichen Ortsrandes von Heidenfeld fließt der Unkenbach. Zwischen ihm und dem Main erstreckt sich das Vogelschutzgebiet Garstadt sowie seine Erweiterung, die fast gänzlich auf Heidenfelder Gemarkung liegt. Unweit südlich der Ortschaft fließt der Heidenfelder Mühlbach in den Unkenbach.

## Geschichte

### Kloster Heidenfeld

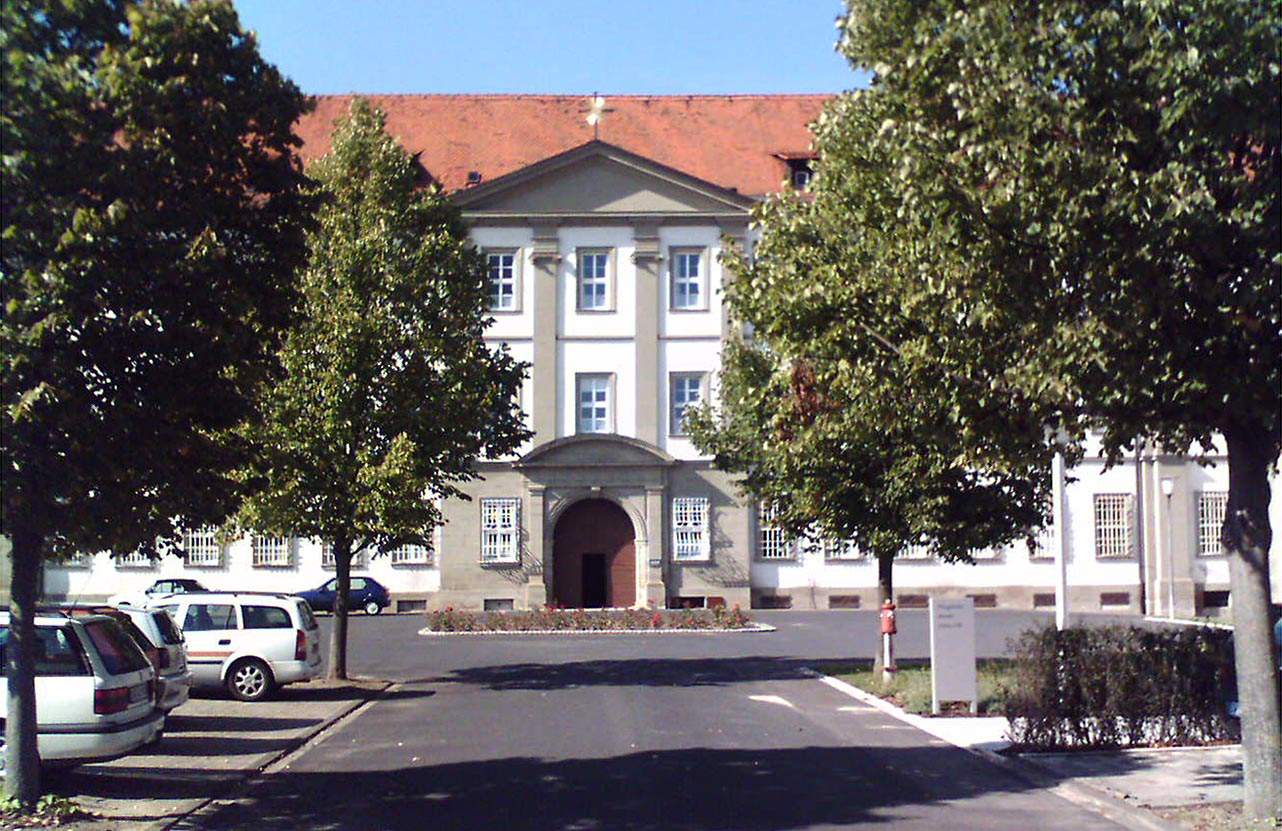
Kloster Heidenfeld

Mit der Gründung des am südlichen Ortsrand gelegenen Klosters Heidenfeld im Jahre 1096 wurde auch das Dorf erstmals urkundlich als „Heidenvelt“ erwähnt. Das Augustiner-Chorherrenstift wurde von der Stifterin Alberada Markgräfin von Schweinfurt und ihrem Gemahl Hermann von Kastl dem Bischof Adalbero von Würzburg übergeben. In der Blütezeit des Klosters betreuten die Augustinermönche des Chorherrenstifts über 30 Orte der Umgebung bzw. hatten dort ihre weit verstreuten Besitzungen.
1525 brannte das reich begüterte Stift im Bauernkrieg ab und 1554 noch einmal im Markgräflerkrieg. Durch den Barockbaumeister Balthasar Neumann sollten die zerstörten Gebäude wieder errichtet werden, von denen aber nur die eigentlichen Klostergebäude fertiggestellt wurden, die im Wesentlichen mit ihrer wertvollen Stuckausstattung erhalten blieben. Die Klosteranlage ging nach der Säkularisation zunächst in Privatbesitz über, gelangte über Umwege wieder in den Besitz der Kirche und dient den Ordensschwestern der Kongregation Schwestern des Erlösers als Alten- und Pflegeheim.

### Dorf Heidenfeld
Bereits im 7. und 8. Jahrhundert hatte Heidenfeld als Centgerichtsort im Volkfeldgau eine große Bedeutung.
Bei der Säkularisation des Klosters Heidenfeld zu Beginn des 19. Jahrhunderts wurde die selbstständige Pfarrei St. Laurentius gegründet. Etwa zur gleichen Zeit wurde auch eine politische Gemeinde gegründet.
In der 1906 erbauten Pfarrkirche St. Laurentius ruhen die Gebeine des am 24. März 1974 seliggesprochenen Märtyrerpriesters Liborius Wagner. Seitdem kommen viele Wallfahrer nach Heidenfeld zur Verehrung des Seligen; ihren Höhepunkt hatte diese Verehrung mit der Feier des 350. Todesjahres im Jahre 1981.
Zu Beginn des 19. Jahrhunderts zählte Heidenfeld etwa 450 und zu Beginn des 20. Jahrhunderts 564 Einwohner und 111 Anwesen. 1928 war die Einwohnerzahl auf 680 angewachsen.

## Bau- und Bodendenkmäler
- Kloster Heidenfeld
- Keltische Hügelgräber in den umliegenden Wäldern, deren Entstehungszeit auf 1200 vor Christus geschätzt wird

## Berühmte Heidenfelder
Ein namhafter Sohn Heidenfelds war Kardinal Michael von Faulhaber. Er hat den späteren Papst Benedikt XVI. gefirmt und zum Priester geweiht.
Hubert Franz Maria Graf von Andlau-Homburg wurde am 7. Juni 1868 in Heidenfeld geboren. Er war Senator von Elsass-Lothringen und von 1902 bis 1935 Bürgermeister von Stotzheim (Elsass); dort ist er auch am 3. November 1959 verstorben.

## Vereine und Verbände
Folgende Vereine und Verbände sind unter anderen dort ansässig:
| - Angelverein Heidenfeld 1990 e. V. - Blaskapelle Heidenfeld - Eigenheimer e. V. - Gesangverein Eintracht - Katholische Arbeitnehmer-Bewegung (KAB) | - Katholischer Frauenbund - Turn- und Sportverein (TSV) - Katholische junge Gemeinde (KjG) - St.-Johannis-Verein - Deutscher Doggen-Verein (DDC OG Würzburg/Schweinfurt) |